# Wolfgang Seidel (Rennfahrer)
Paul Heinz Wolfgang Seidel (* 4. Juli 1926 in Dresden; † 1. März 1987 in München) war ein deutscher Automobilrennfahrer, der vorwiegend Sportwagenrennen fuhr und außerdem von Fall zu Fall in der Formel 1 startete.

## Karriere
Wolfgang Seidel war gelernter Kaufmann. Seine Motorsportkarriere begann 1950 bei der Internationalen Rheinlandfahrt. In den folgenden drei Jahren fuhr er Sportwagenrennen auf einem Veritas RS, mit dem er beim 1000-km-Rennen auf dem Nürburgring 1953 zusammen mit Josef Peters Fünfter im Gesamtklassement wurde und im gleichen Jahr den Großen Preis von Deutschland bestritt, den er auf Rang 16 beendete.

### Formel 1
Insgesamt war Seidel bei zehn Läufen zur Fahrerweltmeisterschaft am Start und fuhr so unterschiedliche Fabrikate wie den Maserati 250F, den Lotus 18, den Lotus 24 und die Cooper-Modelle T45 und T43. Als beste Platzierung erreichte er Rang neun beim Großen Preis von Italien 1960. Sein letzter Grand Prix war der Große Preis von Großbritannien in Aintree 1962.

### Sportwagen
Seine größten Erfolge feierte Seidel als Sportwagenpilot. Beim 12-Stunden-Rennen von Sebring 1958 wurde er mit Harry Schell Dritter in der Gesamtwertung und Sieger bei den Sportwagen bis 2 Liter Hubraum (unterschiedliche Quellen geben hier auch Jean Behra als zweiten Fahrer an). 1959 gewann er gemeinsam mit Edgar Barth auf einem Porsche 718 RSK die Targa Florio. Zwischen 1955 und 1960 startete Seidel fünfmal beim 24-Stunden-Rennen von Le Mans. Ins Ziel kam er nur 1955 und 1960, als er mit Edgar Barth Elfter der Gesamtwertung wurde. 1955 schaffte er sogar den fünften Gesamtrang, den er sich mit Olivier Gendebien im Porsche der Equipe Nationale Belge teilte.

### Entzug der Lizenz
1962 entzog die ONS Seidel die Rennlizenz, nachdem er die Sportbehörde und den AvD als Veranstalter des Großen Preises von Deutschland öffentlich kritisiert hatte. Vorausgegangen war, dass Seidel beim Großen Preis von Deutschland 1962 nicht starten durfte, weil er statt der nach damaligem Reglement vorgeschriebenen mindestens fünf Trainingsrunden auf der Nordschleife wegen eines technischen Defekts nur vier absolviert hatte. Nach der Kritik entzog ihm der AvD die Mitgliedschaft und die ONS verhängte eine lebenslange Sperre, die jedoch auf zwei Jahre korrigiert wurde. Mit der Teilnahme trotz Sperre an einem Rennen in Mexiko, das nicht zur Weltmeisterschaft zählte, wollte Seidel erreichen, dass sein Fall vor dem internationalen Sportgericht der FIA verhandelt würde, wozu es aber nicht kam. Daraufhin und weil er befürchtete, in zwei Jahren den Anschluss an den Leistungsstand der Konkurrenten zu verlieren, beendete er seine Motorsportkarriere und arbeitete fortan als Autoverkäufer.

## Privates
Während seiner Zeit als Rennfahrer wohnte Wolfgang Seidel in Düsseldorf. Er starb am 1. März 1987 in einem Münchener Krankenhaus an Herzversagen.

## Statistik

### Statistik in der Automobil-Weltmeisterschaft

#### Gesamtübersicht
| Saison | Team                           | Chassis       | Motor           | Rennen | Siege | Zweiter | Dritter | Poles | schn. Rennrunden | Punkte | WM-Pos. |
| ------ | ------------------------------ | ------------- | --------------- | ------ | ----- | ------- | ------- | ----- | ---------------- | ------ | ------- |
| 1953   | Wolfgang Seidel                | Veritas RS    | Veritas 2.0 L6  | 1      | −     | −       | −       | −     | −                | −      | NC      |
| 1958   | Scuderia Centro Sud            | Maserati 250F | Maserati 2.5 L6 | 2      | −     | −       | −       | −     | −                | −      | NC      |
| 1958   | Rob Walker Racing Team         | Cooper T43    | Climax 1.5 L4   | 1      | −     | −       | −       | −     | −                | −      | NC      |
| 1960   | Wolfgang Seidel                | Cooper T45    | Climax 1.5 L4   | 1      | −     | −       | −       | −     | −                | −      | NC      |
| 1961   | Scuderia Colonia               | Lotus 18      | Climax 1.5 L4   | 3      | −     | −       | −       | −     | −                | −      | NC      |
| 1962   | Ecurie Maarsbergen             | Emeryson 1006 | Climax 1.5 L4   | 1      | −     | −       | −       | −     | −                | −      | NC      |
| 1962   | Autosport Team Wolfgang Seidel | Lotus 24      | BRM 1.5 V8      | 1      | −     | −       | −       | −     | −                | −      | NC      |
| Gesamt | Gesamt                         | Gesamt        | Gesamt          | 10     | −     | −       | −       | −     | −                | −      |         |

#### Einzelergebnisse
| Saison | 1 | 2   | 3 | 4   | 5   | 6   | 7   | 8 | 9 | 10  | 11 |
| ------ | - | --- | - | --- | --- | --- | --- | - | - | --- | -- |
| 1953   |   |     |   |     |     |     |     |   |   |     |    |
|        |   |     |   |     |     | 16  |     |   |   |     |    |
| 1958   |   |     |   |     |     |     |     |   |   |     |    |
|        |   |     |   | DNF |     |     | DNF |   |   | DNF |    |
| 1960   |   |     |   |     |     |     |     |   |   |     |    |
|        |   |     |   |     |     |     |     | 9 |   |     |    |
| 1961   |   |     |   |     |     |     |     |   |   |     |    |
|        |   | DNS |   | 17  | DNF | DNF |     |   |   |     |    |
| 1962   |   |     |   |     |     |     |     |   |   |     |    |
| NC     |   |     |   | DNF | DNQ |     |     |   |   |     |    |

| Legende  | Legende            | Legende                                                          |
| Farbe    | Abkürzung          | Bedeutung                                                        |
| -------- | ------------------ | ---------------------------------------------------------------- |
| Gold     | –                  | Sieg                                                             |
| Silber   | –                  | 2. Platz                                                         |
| Bronze   | –                  | 3. Platz                                                         |
| Grün     | –                  | Platzierung in den Punkten                                       |
| Blau     | –                  | Klassifiziert außerhalb der Punkteränge                          |
| Violett  | DNF                | Rennen nicht beendet (did not finish)                            |
| Violett  | NC                 | nicht klassifiziert (not classified)                             |
| Rot      | DNQ                | nicht qualifiziert (did not qualify)                             |
| Rot      | DNPQ               | in Vorqualifikation gescheitert (did not pre-qualify)            |
| Schwarz  | DSQ                | disqualifiziert (disqualified)                                   |
| Weiß     | DNS                | nicht am Start (did not start)                                   |
| Weiß     | WD                 | zurückgezogen (withdrawn)                                        |
| Hellblau | PO                 | nur am Training teilgenommen (practiced only)                    |
| Hellblau | TD                 | Freitags-Testfahrer (test driver)                                |
| ohne     | DNP                | nicht am Training teilgenommen (did not practice)                |
| ohne     | INJ                | verletzt oder krank (injured)                                    |
| ohne     | EX                 | ausgeschlossen (excluded)                                        |
| ohne     | DNA                | nicht erschienen (did not arrive)                                |
| ohne     | C                  | Rennen abgesagt (cancelled)                                      |
| ohne     | keine WM-Teilnahme |                                                                  |
| sonstige | P/fett             | Pole-Position                                                    |
| sonstige | 1/2/3/4/5/6/7/8    | Punktplatzierung im Sprint-/Qualifikationsrennen                 |
| sonstige | SR/kursiv          | Schnellste Rennrunde                                             |
| sonstige | *                  | nicht im Ziel, aufgrund der zurückgelegten Distanz aber gewertet |
| sonstige | ()                 | Streichresultate                                                 |
| sonstige | unterstrichen      | Führender in der Gesamtwertung                                   |

### Le-Mans-Ergebnisse
| Jahr | Team                   | Fahrzeug                    | Teamkollege        | Platzierung | Ausfallgrund    |
| ---- | ---------------------- | --------------------------- | ------------------ | ----------- | --------------- |
| 1955 | Equipe Nationale Belge | Porsche 550/4RS 1500 Spyder | Olivier Gendebien  | Rang 5      |                 |
| 1957 | Wolfgang Seidel        | DKW Monza Coupé             | Heinz Meier        | Ausfall     | Motorschaden    |
| 1958 | Scuderia Ferrari       | Ferrari 250TR 58            | Wolfgang von Trips | Ausfall     | Unfall          |
| 1959 | Porsche KG             | Porsche 718 RSK             | Edgar Barth        | Ausfall     | Getriebeschaden |
| 1960 | Porsche KG             | Porsche 718 RS60            | Edgar Barth        | Rang 11     |                 |

### Sebring-Ergebnisse
| Jahr | Team         | Fahrzeug        | Teamkollege  | Platzierung            | Ausfallgrund |
| ---- | ------------ | --------------- | ------------ | ---------------------- | ------------ |
| 1958 | Porsche K.G. | Porsche 718 RSK | Harry Schell | Rang 3 und Klassensieg |              |

### Einzelergebnisse in der Sportwagen-Weltmeisterschaft
| Saison | Team                                      | Rennwagen                                        | 1   | 2   | 3   | 4   | 5   | 6   | 7   | 8   | 9   | 10  | 11  | 12  | 13  | 14  | 15  |
| ------ | ----------------------------------------- | ------------------------------------------------ | --- | --- | --- | --- | --- | --- | --- | --- | --- | --- | --- | --- | --- | --- | --- |
| 1953   | Wolfgang Seidel                           | Veritas Comet RS                                 | SEB | MIM | LEM | SPA | NÜR | RTT | CAP |     |     |     |     |     |     |     |     |
| 1953   | Wolfgang Seidel                           | Veritas Comet RS                                 |     | 5   |     |     |     |     |     |     |     |     |     |     |     |     |     |
| 1955   | Porsche Equipe Nationale Belge            | Porsche 550                                      | BUA | SEB | MIM | LEM | RTT | TAR |     |     |     |     |     |     |     |     |     |
| 1955   | Porsche Equipe Nationale Belge            | Porsche 550                                      |     |     | 8   | 5   | 12  |     |     |     |     |     |     |     |     |     |     |
| 1956   | Wolfgang Seidel                           | Mercedes-Benz 300 SL Porsche 550                 | BUA | SEB | MIM | NÜR | KRI |     |     |     |     |     |     |     |     |     |     |
| 1956   | Wolfgang Seidel                           | Mercedes-Benz 300 SL Porsche 550                 |     |     | 7   | DNF | 11  |     |     |     |     |     |     |     |     |     |     |
| 1957   | Wolfgang Seidel Scuderia Ferrari          | Mercedes-Benz 300 SL DKW 3=6 Monza Ferrari 250TR | BUA | SEB | MIM | NÜR | LEM | KRI | CAR |     |     |     |     |     |     |     |     |
| 1957   | Wolfgang Seidel Scuderia Ferrari          | Mercedes-Benz 300 SL DKW 3=6 Monza Ferrari 250TR |     |     | DNF | 21  | DNF | DNF | 3   |     |     |     |     |     |     |     |     |
| 1958   | John von Neumann Porsche Scuderia Ferrari | Ferrari 250TR Porsche 718 RSK                    | BUA | SEB | TAR | NÜR | LEM | RTT |     |     |     |     |     |     |     |     |     |
| 1958   | John von Neumann Porsche Scuderia Ferrari | Ferrari 250TR Porsche 718 RSK                    | DNF | 3   | DNF | 5   | DNF |     |     |     |     |     |     |     |     |     |     |
| 1959   | Porsche                                   | Porsche 718 RSK                                  | SEB | TAR | NÜR | LEM | RTT |     |     |     |     |     |     |     |     |     |     |
| 1959   | Porsche                                   | Porsche 718 RSK                                  |     | 1   | DNF | DNF |     |     |     |     |     |     |     |     |     |     |     |
| 1960   | Wolfgang Seidel Porsche                   | Porsche 718 RSK                                  | BUA | SEB | TAR | NÜR | LEM |     |     |     |     |     |     |     |     |     |     |
| 1960   | Wolfgang Seidel Porsche                   | Porsche 718 RSK                                  | DNF |     |     |     | 11  |     |     |     |     |     |     |     |     |     |     |
| 1962   | Peter Nöcker Wolfgang Seidel              | Ferrari 250 GT Fiat-Abarth 700                   | DAY | SEB | SEB | MAI | TAR | BER | NÜR | LEM | TAV | CCA | RTT | NÜR | BRI | BRI | PAR |
| 1962   | Peter Nöcker Wolfgang Seidel              | Ferrari 250 GT Fiat-Abarth 700                   |     |     |     |     |     | 10  | 5   |     |     |     |     |     |     |     |     |